# A nagy ők
A nagy ők (eredeti cím: One True Loves) 2023-as amerikai romantikus filmvígjáték, amelyet Andy Fickman rendezett és készített Taylor Jenkins Reid Egyetlen szerelmeim című 2016-os regényének adaptációjaként. A főbb szerepekben Phillipa Soo, Simu Liu és Luke Bracey látható.
Amerikában 2023. április 7-én mutatták be a mozikban.

## Cselekmény
Emma felidézi, hogy 15 évvel korábban találkozott későbbi férjével, Jesse-vel egy középiskolai sörözős bulin, ahol a legjobb barátjával, Sam-mel volt együtt. A jelenben, amikor a szüleinél ünnepli a nemrég történt eljegyzését Sam-mel, megdöbbentő hívást kap Jesse-től, hogy még mindig él, négy évvel azután, hogy halottnak nyilvánították.
Emma emlékszik az első csókjára Jessevel a rendőrőrsön, akit a kiskorúak buliján való részvétel miatt vettek őrizetbe. Mindketten, akik alig várják, hogy kilépjenek kis életükből és megismerjék a világot, elindulnak, hogy ezt meg is tegyék, Jesse fotósként, Emma pedig íróként. A világot felfedezve hat év után megkéri a kezét. Maine államban házasodnak össze egy világítótoronynál, a faháza közelében.
Miután Jesse egy évvel az esküvő után, egy alaszkai megbízatásra tartva eltűnik egy helikopterbalesetben, Emma visszaköltözik Actonba, hogy megpróbálja rendbe hozni az életét. A családi könyvesboltban dolgozik a városban, nővére, Marie pedig folyamatosan próbálja irányítani őt.
Négy évvel később Emma összefut régi barátjával, Sammel, és elválaszthatatlanok lesznek. A frissen eljegyzett lány váratlanul telefonhívást kap, amelyből kiderül, hogy Jesse életben van. Emmának most választania kell a férj és a vőlegény között. Jesse visszatérését a televízió nagyban közvetíti. Mielőtt megérkezik a szüleihez, azok figyelmeztetik Emmát, hogy Jesse semmit sem tud az új eljegyzéséről. A kamera előtt szenvedélyes csókot váltanak, de a házban a lány elmondja neki, hogy eljegyezték.
Később Samnél, miután a férfi bizonytalanságát fejezi ki, miután látta Emmát csókolózni Jessevel a tévében, szeretkeznek. Ébredéskor, amikor a férfi látja, hogy a lány nem viseli az eljegyzési gyűrűjét, és vegyes érzései vannak azzal kapcsolatban, hogy kit szeret, ideiglenesen elköltözik, amíg nem tudja tisztázni az érzéseit.
Emma felveszi Jesse-t autóval, és a maine-i faházba tartanak. A faházban Jesse és Emma új dolgokat fedeznek fel egymásról. A lánynak tetoválásai vannak, és mióta visszaköltözött keletre, máshogyan összpontosít az élete. Emma inkább ülőmunkát végez, és megelégszik a családi könyvesbolt vezetésével, már nem érdekli a nomád életmódjuk. Visszaköltözve Új-Angliában, végül képes volt kigyógyulni Jesse vélt halála okozta fájdalmából. Emma most már gyereket akar, amiről korábban sosem beszéltek.
Bár a jogosítványát bevonták a halálhír miatt, Jesse-t és Emmát gyorshajtás miatt megállítják. A rendőrnek megmutatva az eltűnéséről és felbukkanásáról szóló cikkeket elengedik, de közben nemcsak azt látja, hogy Emma visszavette a lánykori nevét, hanem egy neki címzett levelet is talál.
A közeli világítótoronyra felmászva Jesse elolvassa a levelet. Ebben Emma elmagyarázza, hogyan alakult a férfi feletti gyászfolyamata. Az első három évben az érzései fejlődtek. Először tagadásban, majd Emma elmerült olyan könyvekben, amelyek nem a halálról vagy a szerelemről szóltak. Aztán újra keresztezte az útját Sam, és az egykori legjobb barátok végül kapcsolatot kezdenek. Mire Jesse befejezi a mind ő, mind Emma rájön, hogy már nem működik.
Visszatérve Actonba, Emma felkeresi Samet. Véletlenül hátulról belehajt Sam autójában, mindketten kiszállnak, és szerelmet vallanak egymásnak.
Két évvel később a terhes Emma levelet kap Jesse-től. A férfi továbblépett, Kaliforniában és új kapcsolata van.

## Szereplők
| Szerep   | Színész                       | Magyar hang      |
| -------- | ----------------------------- | ---------------- |
| Emma     | Phillipa Soo                  | Csuha Borbála    |
| Emma     | Oona Yaffe (fiatalon)         | Ruszkai Szonja   |
| Sam      | Simu Liu                      | Rohonyi Barnabás |
| Sam      | Phinehas Yoon (fiatalon)      | Ács Balázs       |
| Jesse    | Luke Bracey                   | Szabó Máté       |
| Jesse    | Cooper van Grootel (fiatalon) | Czető Roland     |
| Marie    | Michaela Conlin               | Csondor Kata     |
| Colin    | Michael O’Keefe               | Péter Richárd    |
| Ann      | Lauren Tom                    | Törtei Tünde     |
| Michael  | Tom Everett Scott             | Harcsik Róbert   |
| Francine | Beth Broderick                |                  |
| Joe      | Gary Hudson                   |                  |

### Magyar változat
- Bemondó: Galambos Péter
- Magyar szöveg: Roatis Andrea
- Vágó: Haszon Janka
- Hangmérnök: Bogdán Gergő
- Gyártásvezető: Szántai Szófia
- Szinkronrendező: Bartucz Attila
- Produkciós vezető: Nagy Márk

A szinkront a Budapest Audio Szinkronstúdió készítette el.

## A film készítése
A nagy ők Taylor Jenkins Reid 2016-ban megjelent azonos című regényének adaptációja. A Highland Film Group 2021. június 2-án jelentette be a játékfilmet, amelynek rendezője és producere Andy Fickman lesz, a főszerepeket pedig Phillipa Soo, Simu Liu és Luke Bracey kapta. 2021 szeptemberében a film forgalmazási jogait az Egyesült Államokban eladták a The Avenue-nak, majd Michaela Conlin csatlakozott a szereplőgárdához. Egy interjúban Liu elmondta; Sarah Finn producer, a Marvel-moziuniverzum casting igazgatója megengedte neki, hogy megválassza, melyik főszerepet alakítja, miután felkérte, szerepeljen a Shang-Chi és a tíz gyűrű legendája utáni első filmjében. Hozzátette,
„Mindig is fontos volt számomra, hogy folyamatosan megkérdőjelezzem az emberek rólam és az ázsiai emberek egészéről alkotott képét. Miközben olyan legendás színészeket ünnepelek, mint Jackie Chan, Jet Li és Bruce Lee, tudom, hogy az én utam egészen más. Végül is nem vagyok a kung-fu mestere; színész vagyok, aki nagyon keményen edzett, hogy megtestesítse azt a karaktert, akinek a megformálására felvettek. Mint ilyen, több mint izgatott vagyok, hogy Sam bőrébe bújhatok ebben a filmben, amelybe mélyen beleszerettem.”
A forgatás eredetileg Massachusettsben zajlott volna. 2021 augusztusára a Highland Film Group tárgyalásokat folytatott a Dél-Karolinai Filmbizottsággal, hogy a filmet inkább Dél-Karolinában forgassák le. A stúdiónak azonban nem sikerült biztosítást szereznie az állam alacsony oltási aránya és a COVID-19 egyre gyakoribb megbetegedései miatt. Ennek következtében a produkciót Észak-Karolinába vitték át, ahol 2021. október 11-én kezdődött a forgatás Wilmingtonban. Ezen a napon az 1938 South Live Oak Parkway alatt forgattak egy jelenetet, amelyben egy híradós stáb egy család és egy eltűnt szerettük találkozásáról adnak tudósítást. 2021. október 25-én bejelentették, hogy Lauren Tom, Michael O’Keefe, Tom Everett Scott, Cooper van Grootel, Oona Yaffe és Phinehas Yoon is szerepelni fog a filmben. A 2021 novemberében megtartott Amerikai Filmpiacon mutatták be a film első képsorát.

## Bemutató
A nagy ők 2023. április 7-én jelent meg a mozikban, április 14-én digitális formátumban, valamint április 28-án Video on Demand platformon.